# Ouratea saldariagae
Ouratea saldariagae är en tvåhjärtbladig växtart som beskrevs av Claude Henri Léon Sastre. Ouratea saldariagae ingår i släktet Ouratea och familjen Ochnaceae. Inga underarter finns listade i Catalogue of Life.